# Tramlijn Drieschouwen - Moerbeke
De Tramlijn Drieschouwen - Moerbeke, was een tramlijn in Zeeuws-Vlaanderen en Oost-Vlaanderen. Vanuit Drieschouwen liep de lijn via Zuiddorpe en Kruisstraat naar Moerbeke.

## Geschiedenis
De lijn werd geopend in 1916 door de Zeeuwsch-Vlaamsche Tramweg-Maatschappij. In Drieschouwen was er aansluiting op de lijn IJzendijke - Drieschouwen en de lijn Drieschouwen - Kloosterzande. Reizigersvervoer vond alleen plaats tussen 18 januari 1926 en 1 juni 1934, de lijn diende vrijwel uitsluitend als aanvoerlijn voor de suikerfabriek in Moerbeke. In december 1949 wordt het goederenvervoer stilgelegd en de lijn opgebroken. Het Belgische gedeelte van de lijn was eigendom van de Belgische buurtspoorwegen, maar de exploitatie werd verpacht aan de ZVTM.